# AA-lijn
De Archangelsk-Astrachan-lijn was de voorgestelde oostelijke grens van het Derde Rijk. Het zou betekenen dat dit uitgebreid zou zijn met een belangrijk deel van het Europese deel van de Sovjet-Unie. Tijdens de Duitse invasie van de Sovjet-Unie (bekend als Operatie Barbarossa), werden beide Russische steden uiteindelijk niet door de Duitse legers bereikt.
Adolf Hitler en andere prominente nazi's geloofden dat de steden Archangelsk (in het noorden aan de Witte Zee) en Astrachan (in het zuiden aan de Kaspische Zee) de grens moesten gaan vormen tussen het grote Duitse rijk en het restant van de verzwakte Sovjet-Unie. Hierdoor zouden de drie grootste Sovjetsteden Moskou, Leningrad en Kyiv onder de Duitse bezetting vallen, alsmede de belangrijkste landbouw- en industriegebieden plus de olievelden van de Kaukasus. Met het veroverde gebied wilde Hitler de, volgens zijn ideologie noodzakelijke, Lebensraum voor Duitsland veiligstellen. In bezet Rusland zouden de Duitsers een soort middeleeuwse feodale samenleving inrichten met de Russen als lijfeigenen ter beschikking van de nieuwe Duitse kolonisten, terwijl het gebied ten oosten ervan een soort 'reservaat' zou zijn voor de overgebleven Russen en andere Slaven, waar ze landbouw konden bedrijven en 'met pijl-en-boog' op jacht konden gaan. Ook speelde men korte tijd met het idee de joden naar Rusland of Siberië te deporteren. In dit overgebleven 'reservaat' zouden de Slaven hun eigen zaken mogen behartigen, maar verzet of industrialisatie zou niet worden getolereerd.
Het grondgebied ten oosten van de AA-lijn werd als nutteloos beschouwd. Bovendien besefte men dat de bezetting van de gehele Sovjet-Unie praktisch onmogelijk was. Echter, de Duitsers beslisten later de grens te verleggen tot achter de Oeral naar de Jenisej in het midden van Siberië. De nazi's zouden de overige Slaven naar het gebied achter de Oeral sturen en dus uit Europa laten verdwijnen.
Doordat Operatie Barbarossa niet het gewenste resultaat had, werd dit plan nooit gerealiseerd.